# خويضرة زائفة
الخويضرة الزائفة (الاسم العلمي:Parachlorella) هي جنس من الطحالب الخضراء تتبع فصيلة الخويضرات من رتبة الخويضريات.

## أنواع الخويضرة الزائفة
- خويضرة زائفة بيجرينكية
- خويضرة زائفة كيسلرية